# Рене Обержонуа
Рене Мјура Обержонуа (енгл. René Murat Auberjonois; Њујорк, 1. јун 1940 — Лос Анђелес, Калифорнија, 8. децембар 2019), био је амерички филмски, телевизијски, позоришни, гласовни глумац и певач француског порекла. Познат је по улогама у филмовима M.A.S.H., Кинг Конг, Полицијска академија 5: Задатак — Мајами Бич, Мала сирена, те телевизијским серијама Бостонски адвокати и Звездане стазе: Дубоки свемир 9. Имао је дугу и успешну Бродвејску каријеру, а 1970. године награђен је наградом „Тони“ за мјузикл „Коко“. Занимљива чињеница из његове биографије је да је у сродству с царем Наполеоном Бонапартом, преко Наполеонове сестре Каролине Мира.
Умро је од рака плућа у својој кући у Лос Анђелесу 8. децембра 2019. са 79 година.